# Route nationale 339
Die Route nationale 339, kurz N 339 oder RN 339, war eine französische Nationalstraße, die von 1933 bis 1973 von Frévent aus zur N39 bei Duisans verlief. Ihre Länge betrug 31 Kilometer.